# La mossa del pinguino
Pour plus de détails, voir Fiche technique et Distribution.
La mossa del pinguino est un film italien, sorti en 2013.

## Fiche technique
- Titre français : La mossa del pinguino
- Réalisation : Claudio Amendola
- Scénario : Claudio Amendola, Michele Alberico, Giulio Di Martino, Edoardo Leo et Andrea Natella
- Pays d'origine : Italie
- Genre : comédie
- Date de sortie : 2013

## Distribution
- Edoardo Leo : Bruno
- Ricky Memphis : Salvatore
- Ennio Fantastichini : Ottavio
- Antonello Fassari (en) : Neno
- Francesca Inaudi : Eva
- Damiano De Laurentis : Yuri
- Sergio Fiorentini : padre Salvatore
- Elisa Di Eusanio : Ale
- Rita Savagnone : Erania